# Lecce
Pour les articles homonymes, voir Lecce (homonymie).
Lecce  est une ville italienne d'environ 94 970 habitants (2022), capitale de la province du même nom dans les Pouilles, dans le sud de l'Italie.
Ville importante du sud-est des Pouilles, située au centre du Salento (la péninsule qui forme le « talon » de la « botte » italienne), Lecce a été, pendant des siècles, un centre culturel, religieux et commercial prospère et l'une des villes les plus peuplées du royaume de Naples. Aujourd'hui, elle reste active dans les secteurs de l'industrie agricole, des services et de la céramique. Elle est le siège d'un archevêché et de l'université du Salento et constitue un haut-lieu touristique et artistique.
Réputée pour son patrimoine artistique particulièrement bien conservé, la ville est considérée comme l'une des capitales de l'architecture baroque, du fait de l'originalité et la richesse du style architectural qui y a été développé à partir de la fin du XVIe siècle, et qui fut rendu possible par la malléabilité exceptionnelle de la pierre calcaire locale, appelée « pierre de Lecce ». À cet égard, on parle même d'un barocco leccese, un « baroque de Lecce », qui possède des caractéristiques et un vocabulaire architectural qui lui sont propres. Lecce a, pour ces raisons, reçu des surnoms flatteurs tels que la « Florence baroque », la « Florence du Sud » ou encore l'« Athènes des Pouilles », et est considérée comme l'un des fleurons de l'Italie méridionale.

## Géographie

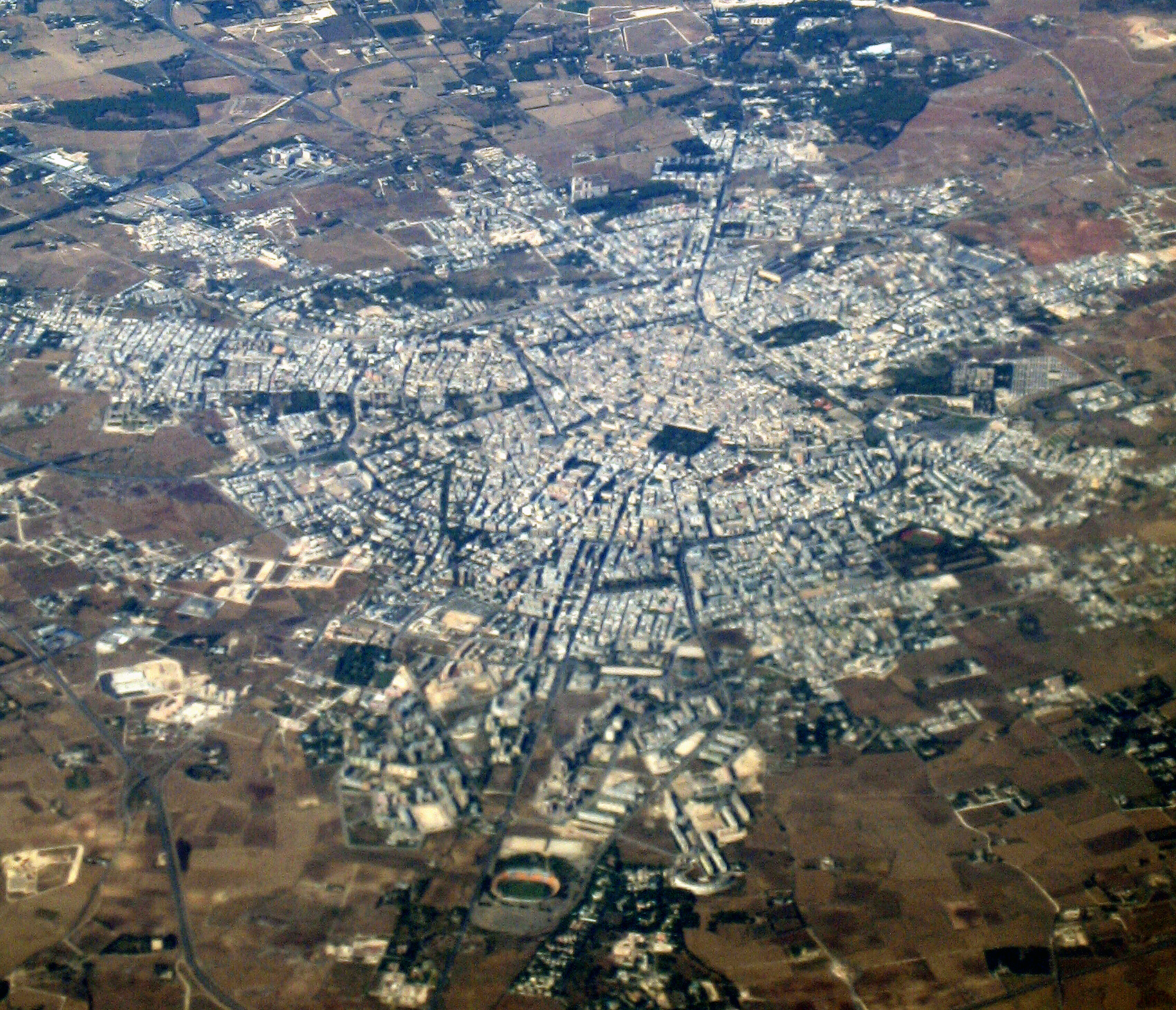
Vue aérienne de la ville de Lecce.

Lecce se trouve au centre de la péninsule du Salento et au cœur de la plaine du Salento (pianura salentina), l'une des plus grandes plaines côtières d'Italie. Lecce est par ailleurs l'une des villes les plus importantes de la région des Pouilles. Bien que située à l'intérieur des terres, elle présente l'avantage de se trouver à proximité de la côte adriatique (11 kilomètres) et de la mer Ionienne (23 kilomètres).
La distance par la route entre Lecce et les principales villes de la région est :
- 287 km de Foggia ;
- 216,1 km de Barletta ;
- 211,1 km d'Andria ;
- 203 km de Trani ;
- 152,9 km de Bari ;
- 109 km de Tarente ;
- 39,2 km de Brindisi.

## Climat
Le climat de Lecce est méditerranéen. Les hivers sont doux et le gel rare, le minimum absolu enregistré fut −1,1 °C le 18 janvier 1978. Les étés sont chauds, et le maximum absolu enregistré fut 45,1 °C le 27 juillet 1969. La station météorologique de la ville est située à l'observatoire de Cavallino.

## Histoire
De fondation grecque – ce qui lui a valu tardivement (XIXe siècle) le surnom d' « Athènes des Pouilles » – Lecce a dû faire face, au cours de sa longue histoire, à un certain nombre d'invasions. La fondation de la ville remonterait au moins au IVe siècle av. J.-C. Mais selon la légende, Lecce existait déjà avant la Guerre de Troie et aurait porté alors le nom de Sybar.
Entre 269 et 267 av. J.-C., les Romains, qui étendent leur domination vers le sud de la péninsule italienne, font la conquête du Salento et de la ville, qu'ils appellent alors Lupiae; ce nom est ensuite transformé en Lictia, ou en Litium.
Beaucoup plus tard, la ville subit des invasions, pillages et destructions successifs. Les Ostrogoths du roi Totila s'en emparent en 547. Reprise par les Byzantins en 553, elle est, au siècle suivant, attaquée et brièvement occupée par des bandes de pillards slaves bientôt délogées par le jeune prince lombard Rodoald, fils du roi Rothari (peut-être vers 642). Les Lombards contrôlent encore la ville vers 663. Dans les premières années du Xe siècle, Lecce est mise à sac par les Magyars. La ville n'échappe pas non plus aux incursions répétées des pirates sarrasins, qui menacent la région à partir des années 840.
Entre 1055 et 1069, les Byzantins doivent lutter contre des Normands de plus en plus pressants et cherchant à étendre leur domination sur tout le sud de l'Italie. Lecce tombe aux mains de ces derniers et devient un comté appartenant à un membre de la famille Hauteville, peut-être à l'un des nombreux frères de Robert Guiscard, Godefroi de Hauteville, comte de Brindisi.

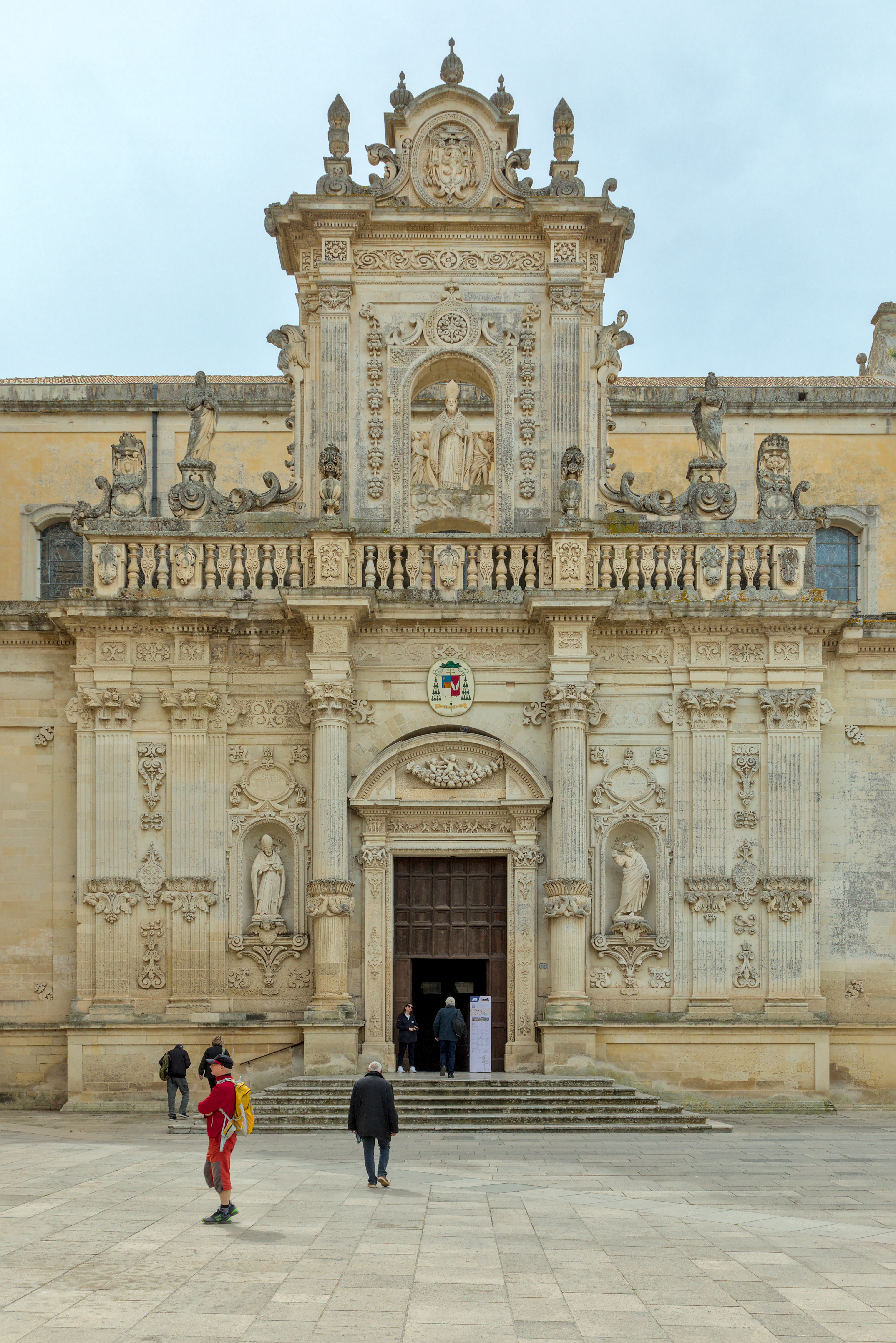
Façade latérale de la cathédrale (Duomo).

La ville est le fief du roi Tancrède de Sicile (avant 1180), qui a hérité du comté par sa mère Emma de Lecce, fille du comte Achard II de Lecce. La dynastie normande règne sur le comté jusqu'en 1200.
Lecce passe ensuite aux mains de la maison de Souabe, à partir du règne de Frédéric II du Saint-Empire, puis à celles de la famille française des Brienne, qui laissent place au milieu du XIVe siècle à la maison d'Enghien.
Marie d'Enghien (1367-1446), dernière représentante de la famille devient comtesse de Lecce puis princesse de Tarente par son mariage à Raimondo Orsini del Balzo et, enfin, reine de Naples par son mariage à Ladislas Ier de Naples en 1407. À la mort de Marie d'Entgien, son fils aîné Giovanni Antonio Orsini del Balzo devient à la fois prince de Tarente et comte de Lecce, ce qui fait de lui le plus puissant seigneur féodal du royaume de Naples, avec des domaines couvrant la majeure partie des Pouilles.
À la mort de Giovanni Antonio Orsini del Balzo, Lecce et son comté sont rattachés en 1463  au royaume de Naples sous le règne de Ferdinand Ier de Naples, héritier des possessions Orsini-del Balzo par son mariage avec Isabella di Chiaramonte. Celui-ci renouvelle les privilèges accordés sous Marie d'Enghien, favorisant le développement de la ville, qui devient alors un centre commercial d'importance majeure dans le sud-est de l'Italie. Lecce devient la capitale de la Terre d'Otrante sous la domination espagnole du royaume de Naples à partir du XVIe siècle : un gouverneur nommé par le vice-roi de Naples y réside, qui a également autorité sur la Terre de Bari.
Les XVe et XVIe siècles voient de nombreuses incursions dévastatrices des Ottomans survenir dans le Salento et aux alentours de Lecce. Pour y répondre, le roi Charles Quint ordonne la reconstruction intégrale du vieux château, une construction qui porte aujourd'hui son nom (château Charles-Quint), et d'une nouvelle enceinte défensive comprenant l'imposante Porta Napoli, elle aussi préservée jusqu'à notre époque.
La victoire de la ligue chrétienne à la bataille de Lépante en 1571 met fin pour un temps à la menace des razzias turques sur les côtes du Salento. S'ouvre alors pour Lecce une période de prospérité et de croissance qui correspond à l'essor du style baroque dans la ville. Aux XVIIe et XVIIIe siècles presque tous les édifices de la cité sont reconstruits dans le style baroque, particulièrement développé dans la ville par les architectes Gabriele Riccardi, Giuseppe Cino, Cesare Penna et surtout Giuseppe Zimbalo, auteur du Duomo et de la basilique Santa Croce. Ils peuvent exprimer toute leur verve créatrice dans la réalisation de décors sculptés grâce à la malléabilité remarquable de la pierre locale, la pierre de Lecce (pietra leccese en italien). Sous la domination espagnole, Lecce se transforme ainsi en véritable chantier à ciel ouvert : de nombreux palais, églises et couvents s'élèvent et la ville s'agrandit.

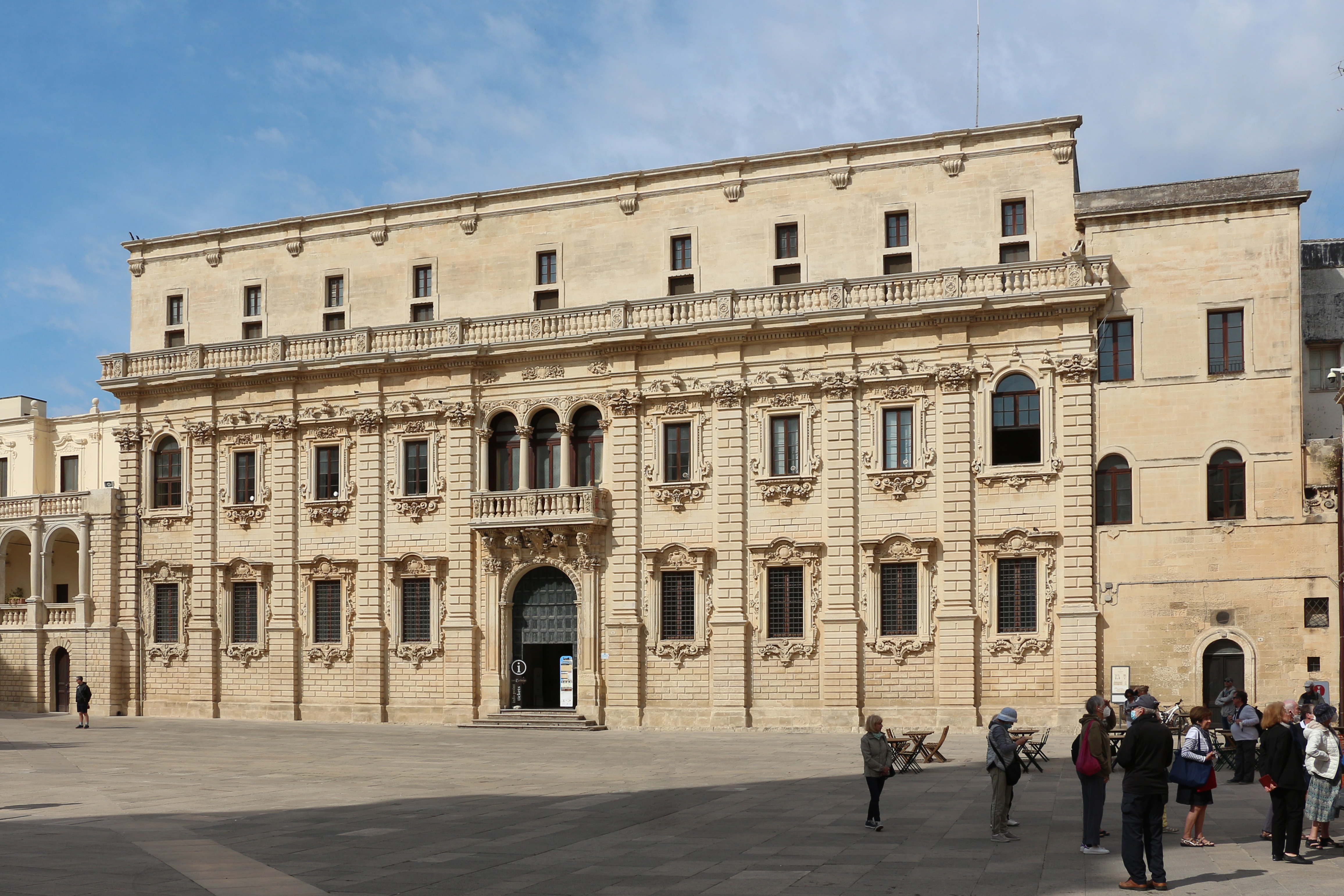
Le palais du Séminaire, construit par Giuseppe Cino sur la place du Duomo.

Cependant Lecce ne traverse pas cette époque sans connaître quelques malheurs. En 1656 notamment, une terrible épidémie de peste ravage la ville. On a parlé à l'époque de plusieurs milliers de victimes, soit une très grande partie de la population. Selon la légende, la peste cessa grâce à un miracle de saint Oronce (Sant'Oronzo en italien), lequel devint pour cette raison le patron de Lecce, en lieu et place de sainte Irène. La colonne de Sant'Oronzo, qui se dresse encore aujourd'hui sur la place homonyme, fut érigée par Giuseppe Zimbalo à la demande des autorités de la ville en reconnaissance de l'intervention du saint et pour célébrer la fin de la peste.
En 1734, après une brève période de domination autrichienne, le royaume de Naples revient à nouveau à la couronne espagnole, avec cette fois les Bourbons à sa tête. Craignant le retour des Espagnols, Lecce se rebelle et la noblesse prend le pouvoir.
Le XIXe siècle marque également, avec toutefois une moindre ampleur qu'aux siècles précédents, une période d'effervescence artistique : la ville s'étend hors de ses murs, de nouveaux quartiers sont bâtis. Ce sont surtout les villas aux styles architecturaux audacieux et éclectiques (néoclassique, néo-moresque ou néogothique), construites par les riches familles de la ville le long des nouveaux boulevards, qui retiennent aujourd'hui l'attention. Ce siècle marque néanmoins un déclin de la position de Lecce comme centre culturel majeur du sud de l'Italie à cause de la dissolution des ordres religieux voulue par le régime napoléonien dans les années 1800.
Lecce se rallie à l'unité italienne en 1861 et son histoire suit alors celle du royaume d'Italie. Elle traverse les guerres mondiales sans trop de difficultés. Cependant le pouvoir fasciste mussolinien des années 1920-1930 entreprend de grands travaux, notamment sur la place Sant'Oronzo, qui mènent au déblaiement de l'amphithéâtre romain mais aussi à la destruction de palais anciens et à la construction d'édifices modernes dans le style fasciste sur cette place en plein cœur du centre historique. Mais, à part cette dénaturation, le reste du noyau historique de Lecce est aujourd'hui pratiquement intact, notamment grâce aux efforts importants de restaurations entrepris dans la ville à partir des années 1970 et qui se poursuivent encore aujourd'hui contrairement à ce qui est fait dans la plupart des autres grandes villes du sud de l'Italie où des quartiers anciens entiers sont souvent laissés à un état de presque abandon.
- Le château de Lecce

## Administration

### Administration communale
- Maire

| Période                                  | Période          | Identité             | Étiquette                                                                   | Qualité                    |
| ---------------------------------------- | ---------------- | -------------------- | --------------------------------------------------------------------------- | -------------------------- |
| 8 mai 1995                               | 15 novembre 1997 | Stefano Salvemini    | PDS                                                                         |                            |
| 15 novembre 1997                         | 28 mai 2002      | Mario Ciclosi        | -                                                                           | Commissaire extraordinaire |
| 28 mai 2002                              | 29 mai 2007      | Adriana Poli Bortone | AN                                                                          | Député européen            |
| 29 mai 2007                              | 30 juin 2017     | Paolo Perrone        | FI (2007-2009) puis PdL (2009-2013) puis FI (2013-2015) puis CR (2015-2017) |                            |
| 30 juin 2017                             | 11 janvier 2019  | Carlo Salvemini      | Indépendant                                                                 |                            |
| 11 janvier 2019                          | 1er juin 2019    | Ennio Mario Sodano   | -                                                                           | Commissaire extraordinaire |
| 1er juin 2019                            | En cours         | Carlo Salvemini      | Indépendant                                                                 |                            |
| Les données manquantes sont à compléter. |                  |                      |                                                                             |                            |

- Conseil communal du 26 mai 2019

|  | Centre gauche 20 | Liste civique 1 | Centre droit 8 |

| Coalition Centrosinistra (Centre gauche) | Liste civique                      | Coalition Centrodestra (Centre droit) |
| --- | ---------------------------------- | --- |
| - Partito Democratico : 4 - Lecce Città Pubblica : 4 - Noi Per Lecce : 3 - Coscienza Civica-ideazione : 3 - Sveglia Lecce : 2 - Civica : 2 - Unione Di Centro : 1 - Puglia Popolare : 1 | - Adriana Poli Bortone Sindaco : 1 | - Fratelli D'Italia : 2 - Prima Lecce : 1 - Forza Italia : 1 - Lega Nord : 1 - Sentire Civico : 1 - Congedo Sindaco : 1 - Lecce Città Del Mondo : 1 |

### Circonscriptions administratives
Lecce est divisée en 5 circonscriptions (circoscrizioni) administratives numérotées de 1 à 5 :
- I Circonscription (Centro - Mazzini - Leuca - parte S.Rosa) : 23 643 habitants ;
- II Circonscription (parte S.Rosa - parte Stadio) : 28 638 habitants ;
- III Circonscription (parte Stadio - Leuca - parte Ferrovia) : 16 697 habitants ;
- IV Circonscription (parte Ferrovia - Rudiae) : 21 129 habitants ;
- V Circonscription (Litorale) : 3 421 habitants.

### Communes limitrophes
Arnesano, Cavallino, Lequile, Lizzanello, Monteroni di Lecce, Novoli, San Cesario di Lecce, Squinzano, Surbo, Torchiarolo (BR), Trepuzzi, Vernole, San Pietro in Lama

## Enseignement supérieur
Lecce possède une université, créée en 1955. L'Université de Lecce est une institution moderne, fréquentée par environ 28 000 étudiants, inscrits dans les diverses facultés qui la composent :
- Économie et Commerce (Economia e Commercio) ;
- Ingénierie (Ingegneria) ;
- Langues Étrangères (Lingue e letterature straniere) ;
- Lettres et Philosophie (Lettere e filosofia);
- Mathématiques (Scienze Matematiche);
- Droit (Giurisprudenza);
- Sciences de la Formation (Scienze della Formazione);
- Sciences Physiques et Naturelles (Scienze Fisiche e Naturali);

## Patrimoine artistique et sites d'intérêt

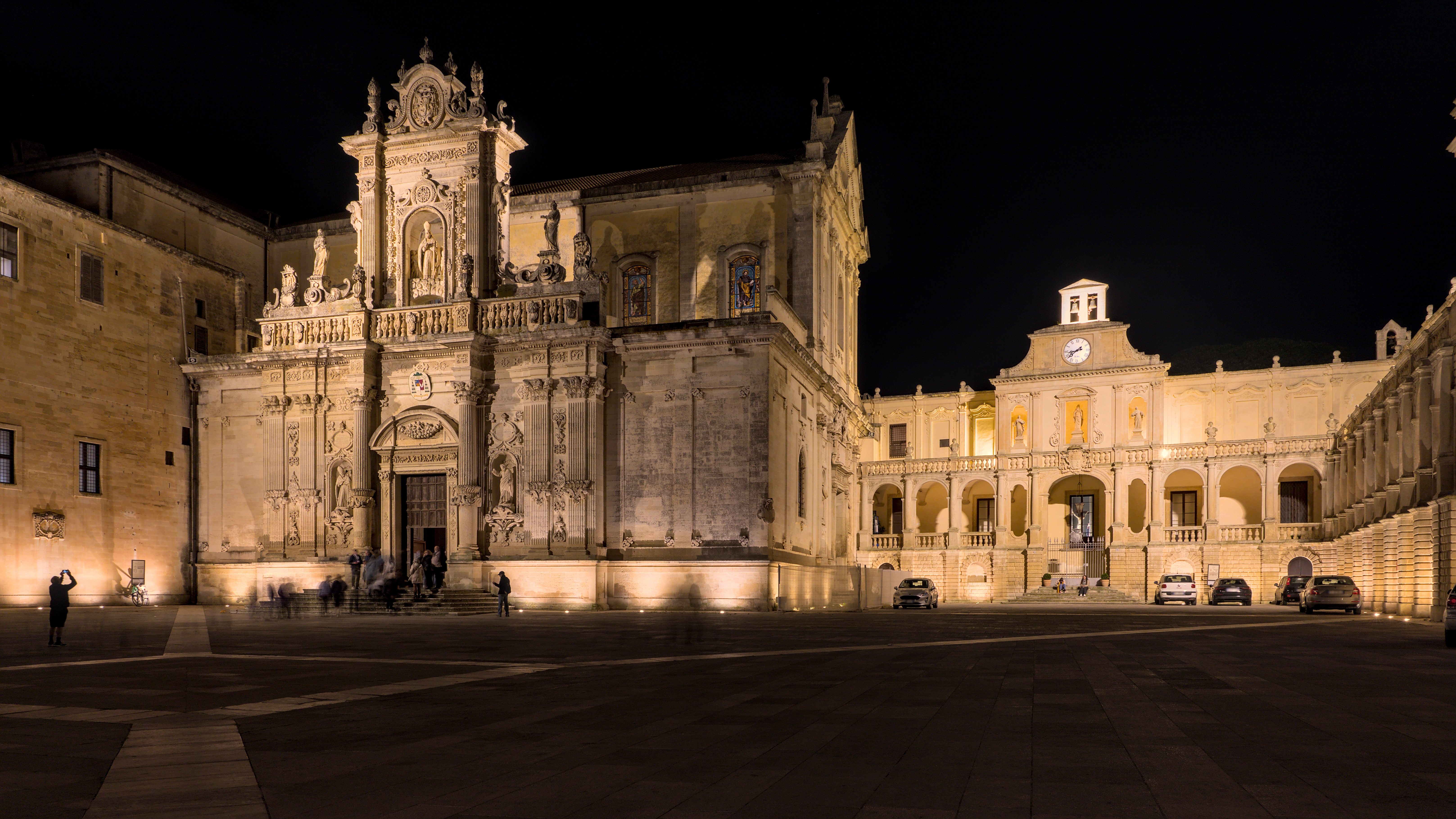
La Piazza del Duomo de nuit

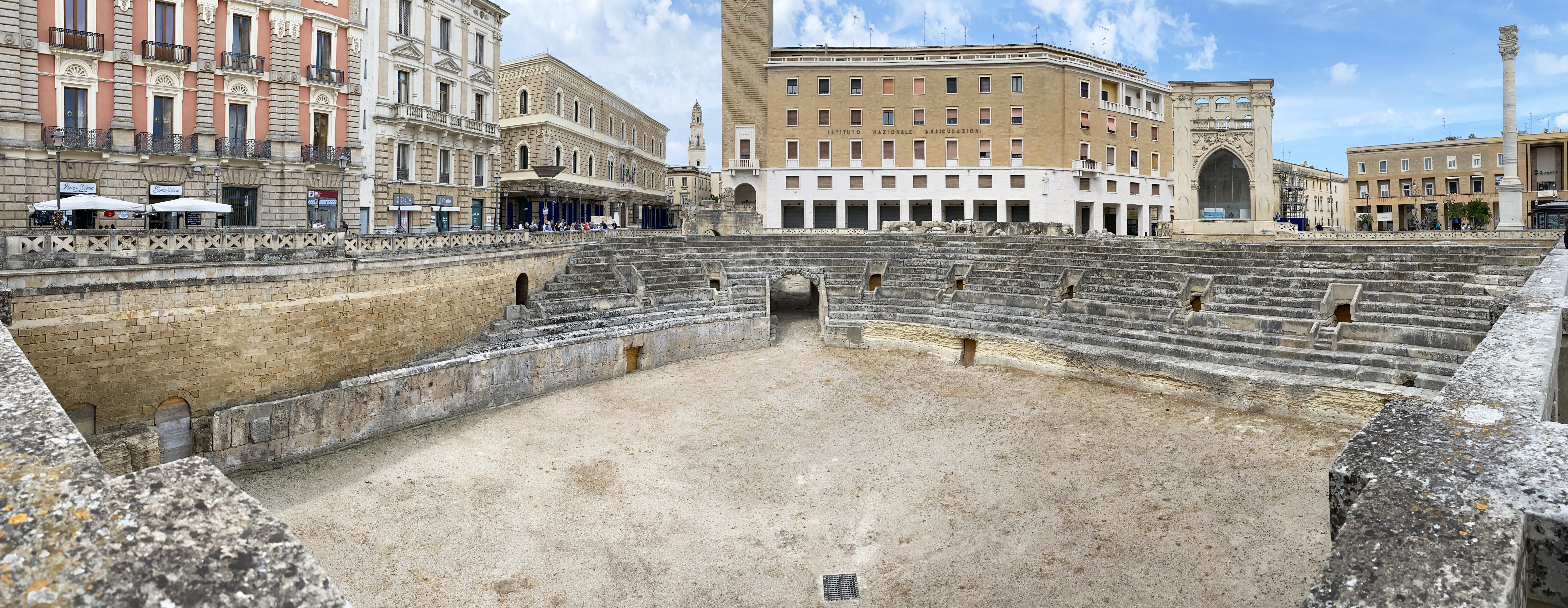
L'Amphithéâtre romain

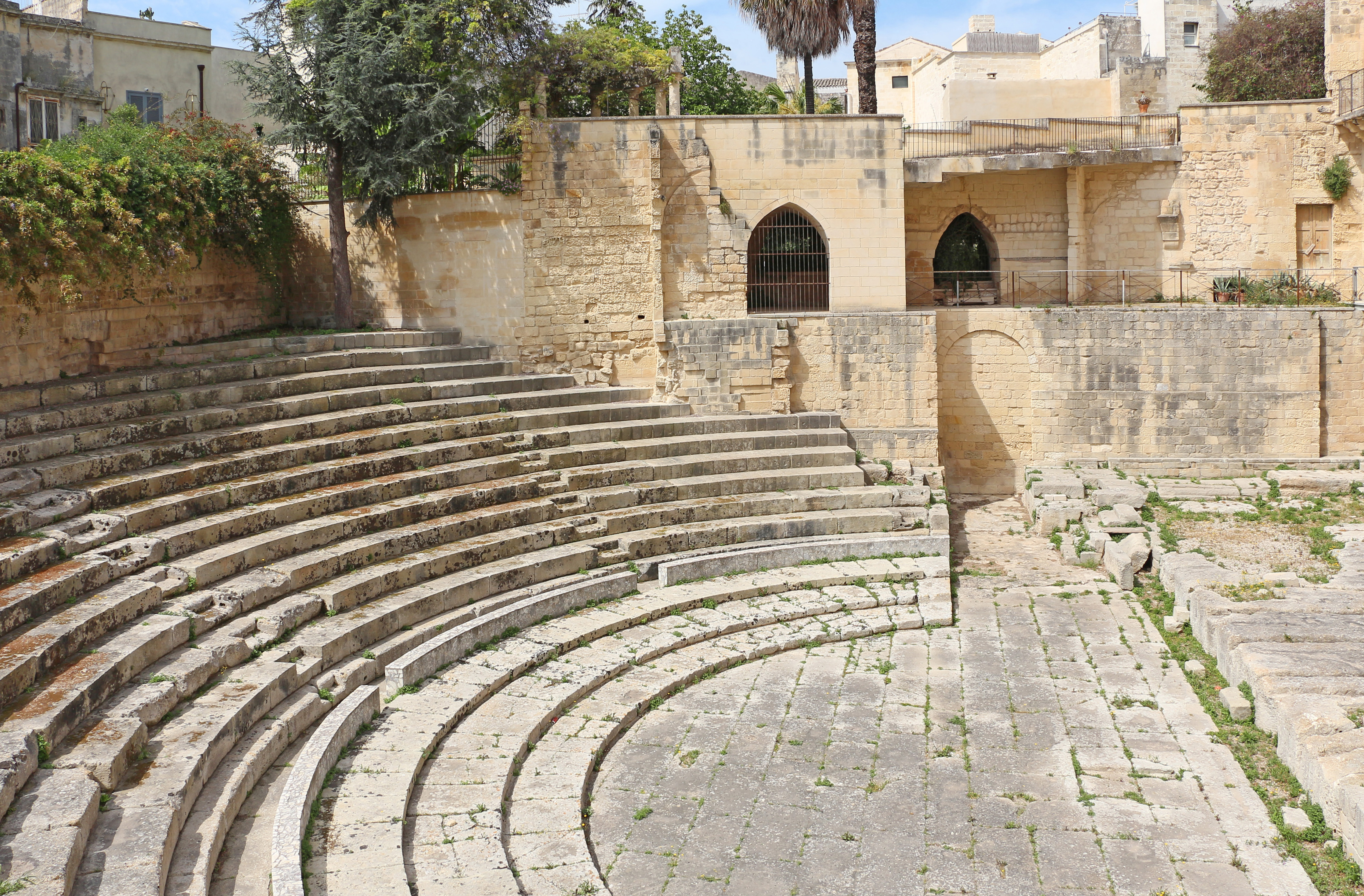
Le Théâtre romain

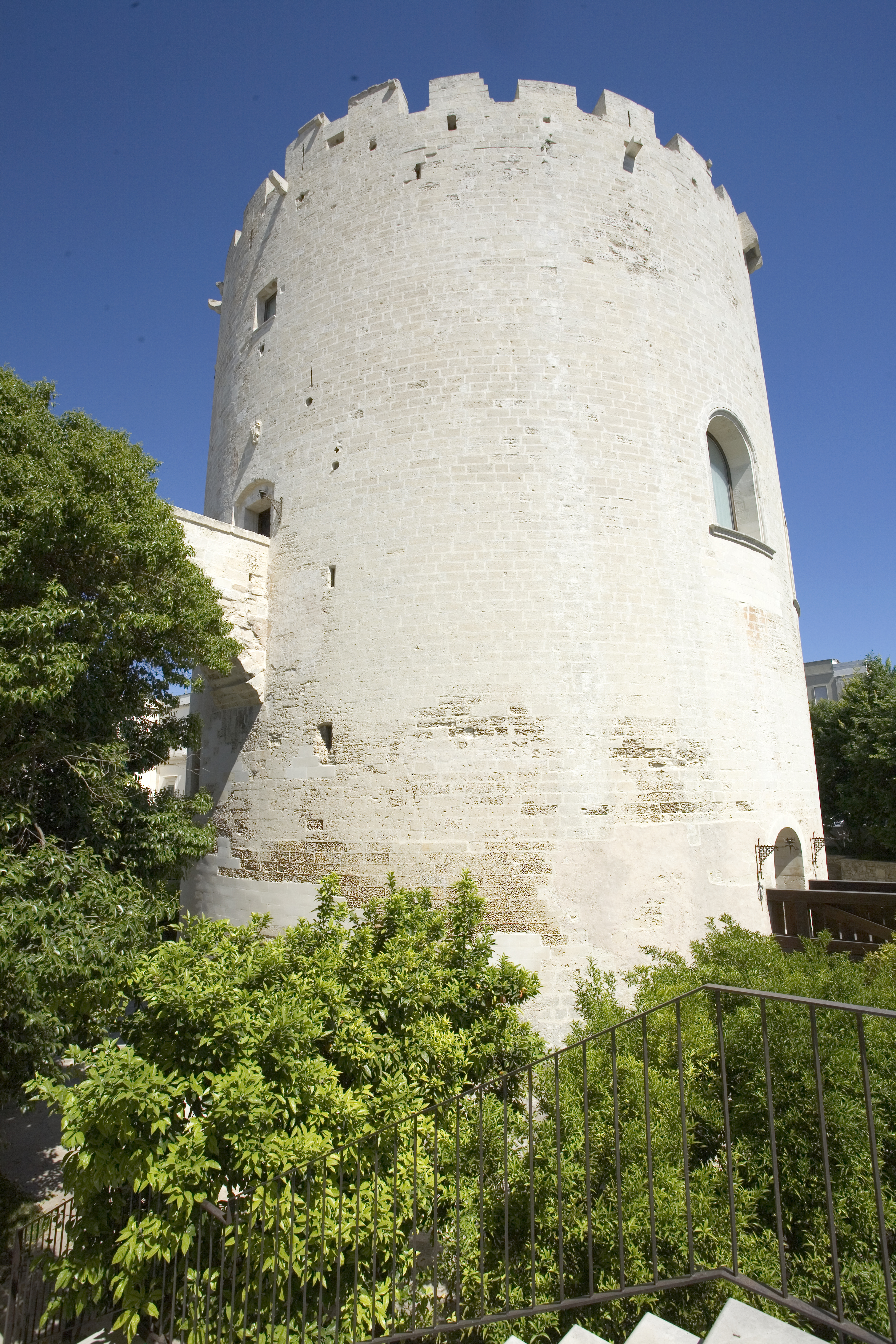
La Torre del Parco

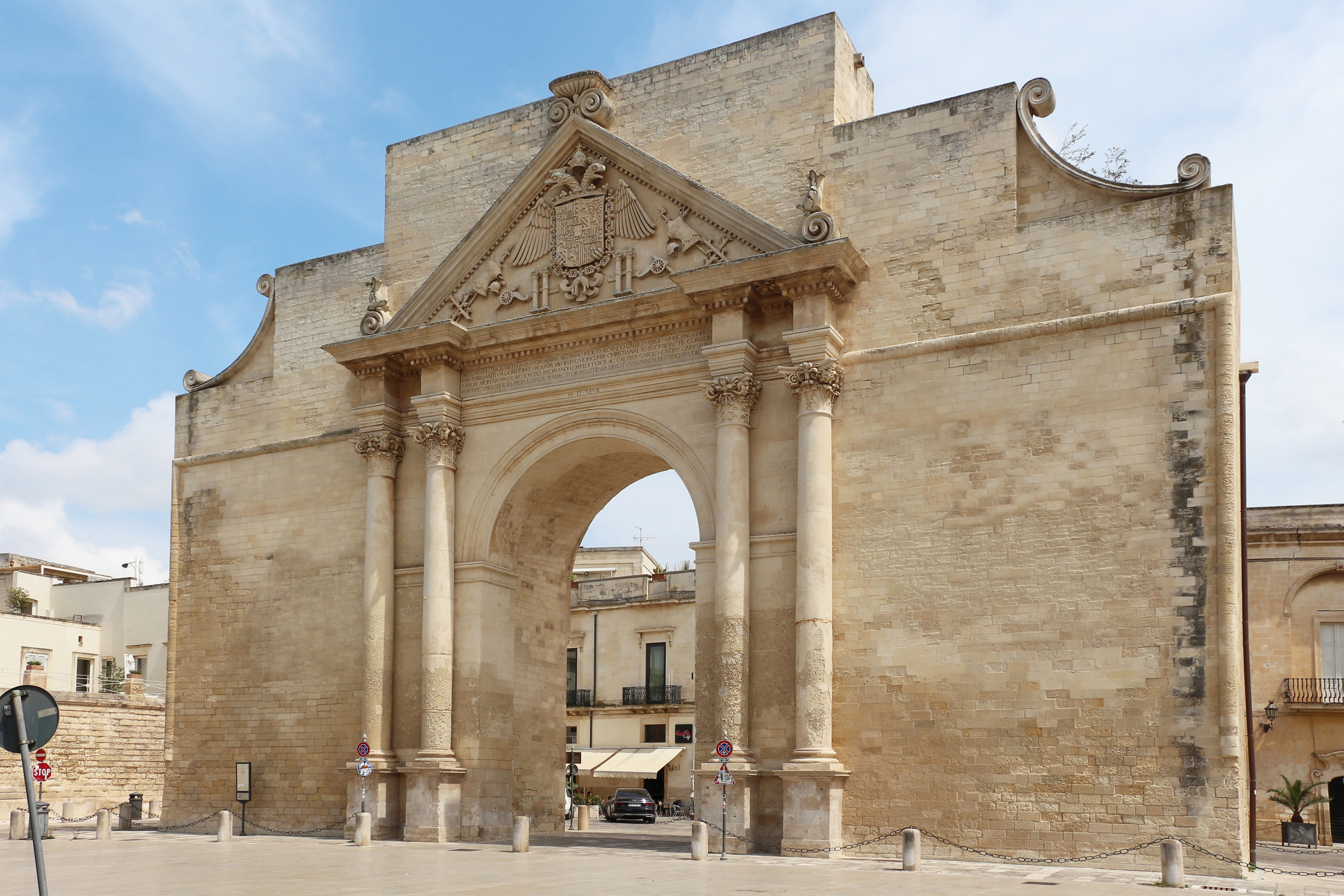
La Porta Napoli

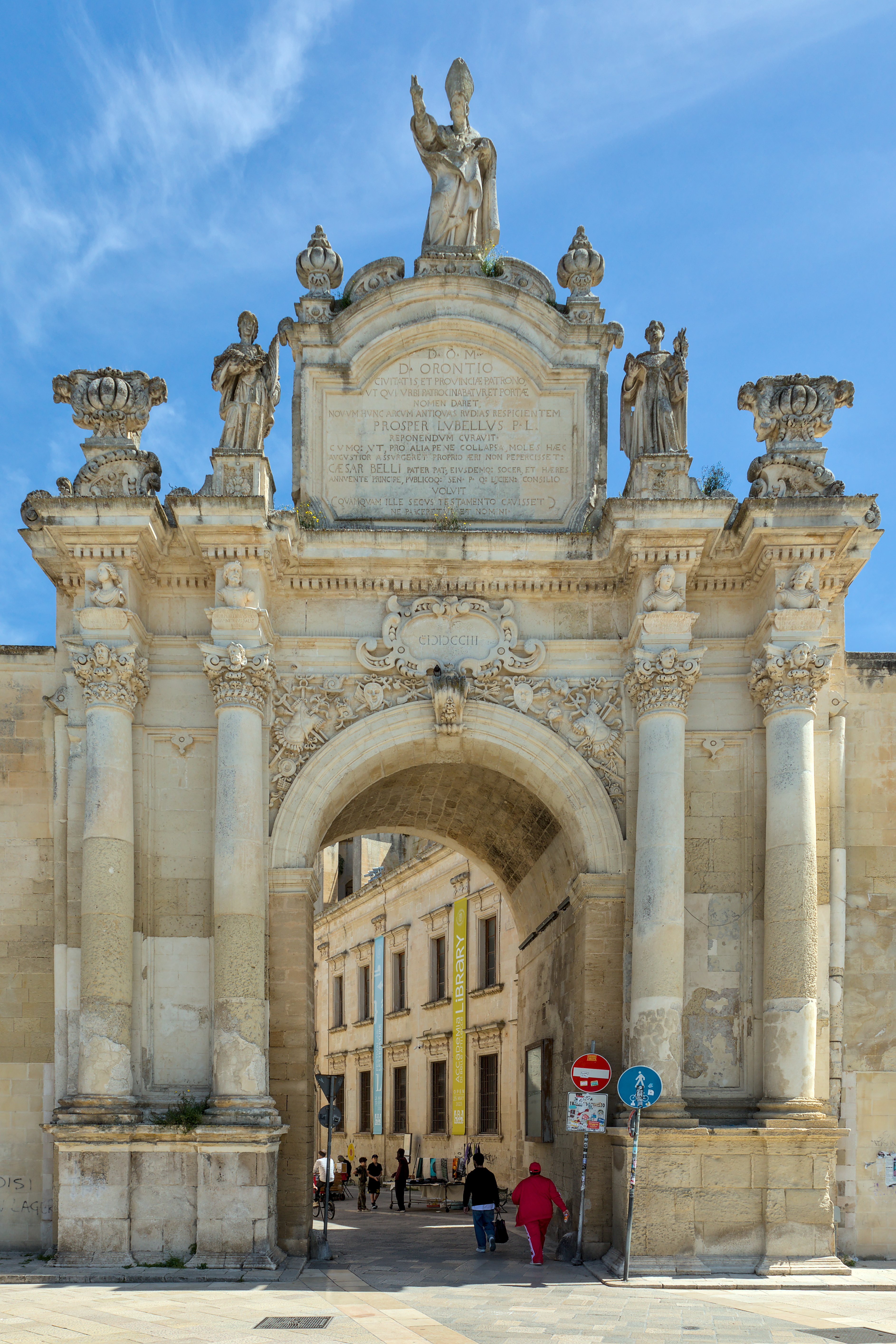
La Porta Rudiae

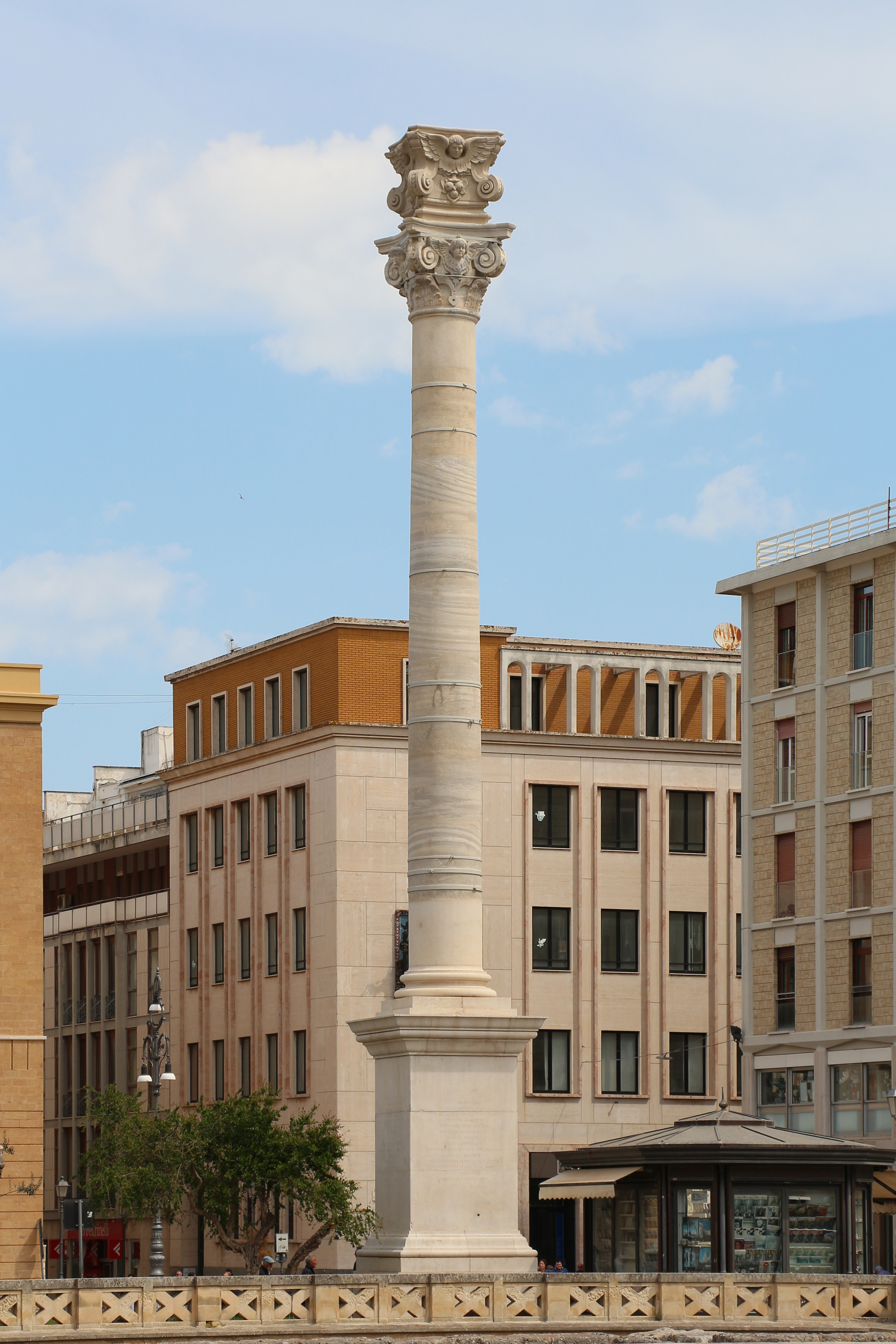
Colonne de Sant'Oronzo

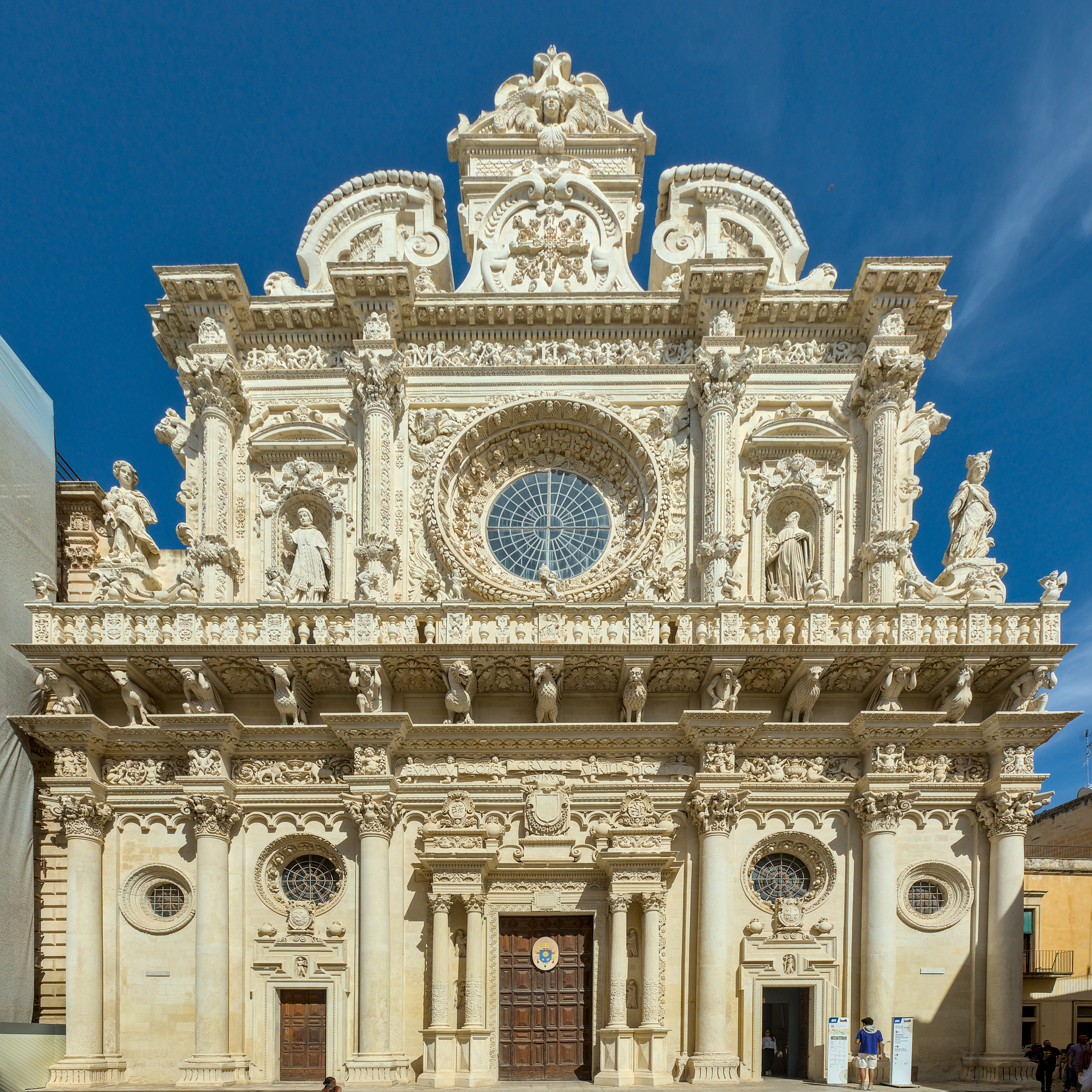
La Basilique Santa Croce

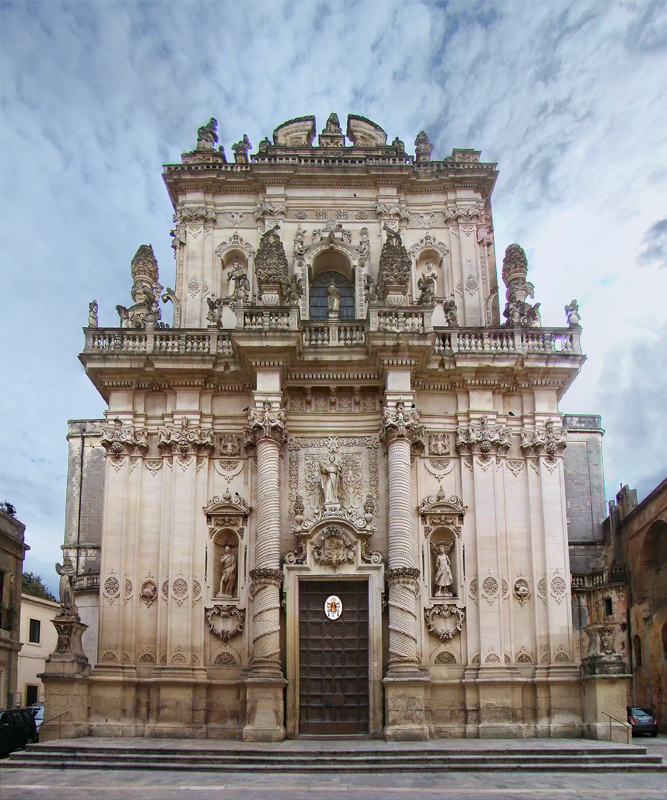
La basilique San Giovanni al Rosario

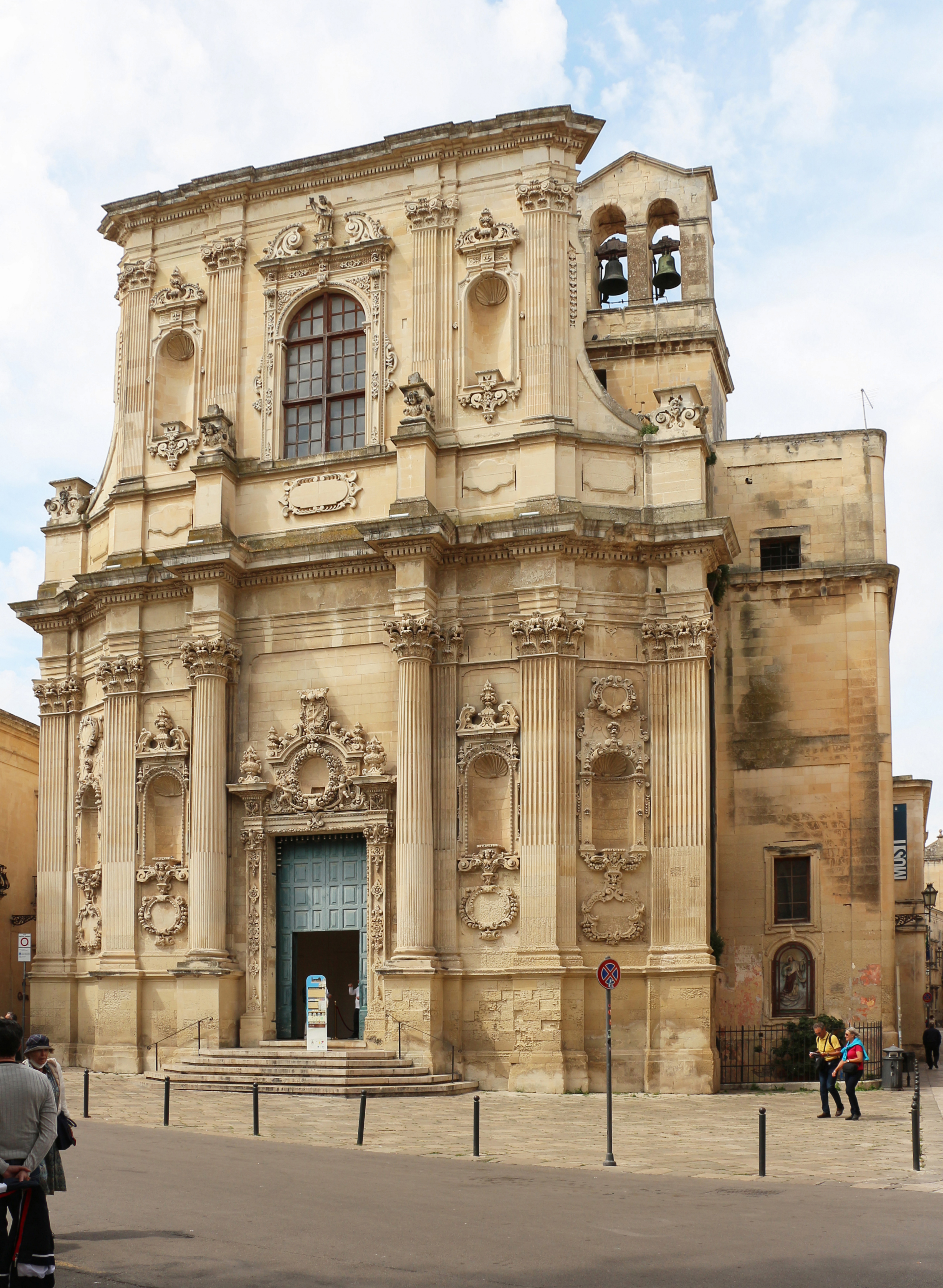
Église Santa Chiara

### Architecture baroque
Bien que subsistent encore plusieurs bâtiments datant de l'Antiquité et du Moyen Âge, c'est bien
l'art (et notamment l'architecture) baroque, qui s'est développé à Lecce entre les XVIe et XVIIIe siècles, qui a complètement transformé la ville et lui a donné cet aspect léger, aérien et raffiné qui aujourd'hui encore la caractérise. L'avènement de l'art baroque à Lecce survient après 1571, lorsque la victoire vénitienne sur les Ottomans à la bataille de Lépante écarte définitivement la menace, jusque-là constante, des raids turcs sur les côtes des Pouilles. Lecce, qui n'était qu'une ville d'importance moyenne construite autour d'un château voulu par Charles Quint, connut alors une importante période d'essor et d'agrandissement. Une forte impulsion au niveau artistique fut donnée notamment par les autorités religieuses de la ville (comme l'évêque Luigi Pappacoda), puis par les familles nobles, ce qui aboutit à la construction de monuments et d'édifices dans le nouveau style baroque. Celui-ci concerna d'abord les édifices religieux et les plus grands palais nobiliaires, puis gagna toutes les constructions entreprises dans Lecce jusqu'à la fin du XVIIIe siècle.
 Plusieurs grands architectes se sont distingués par leurs réalisations et sont considérés comme les maîtres d'œuvre du barocco leccese (baroque de Lecce) : ce sont Giuseppe Cino (1644-1722), Cesare Penna, Emanuele Manieri et surtout Giuseppe Zimbalo (1617-1710). 

L'un des éléments les plus représentatifs du baroque de la ville est la piazza del Duomo (place de la cathédrale). Évoquant un décor de théâtre, elle offre un ensemble d'édifices baroques (à la réalisation desquels ont participé trois des architectes précités) qui mettent en valeur la beauté de la pierre locale (en italien pietra leccese ou leccisu en gentilé), au grain fin et doré. Le baroque leccese trouve précisément son originalité dans l'utilisation de cette pierre calcaire, tendre, blanchâtre et très malléable, qui prend en vieillissant une belle couleur chaude, dorée.
Mais le monument le plus représentatif de l'art baroque de Lecce et de son foisonnement est certainement la basilique Santa Croce (avec l'attenant palais des Célestins), reconstruite à partir de 1549 et achevée en 1695, que l'on doit notamment à Giuseppe Zimbalo. L'imagination fertile des artistes a pu s'y exprimer en toute liberté et a produit un décor d'une richesse inouïe, dont la beauté provient de sa profusion même, un décor qui frappe le regard par cette folie ornementale portée à son paroxysme.

### Monuments et sites d'intérêt

#### Principaux sites et monuments
- La Place Sant'Oronzo, avec au centre la colonne de Sant'Oronzo qui donne son nom à la place, véritable cœur de la ville, bordée jusqu'au début du XXe siècle de palais anciens, datant pour certains du XIIIe siècle, dont la démolition a permis la découverte d'importants vestiges archéologiques, parmi lesquels l'amphithéâtre romain de l'ancienne Lupiae.
- L'Amphithéâtre romain de Lecce, construit entre le Ier et le IIe siècle, un des témoignages de l'Antiquité les mieux conservés du Salento, partiellement exhumé au début du XXe siècle.
- Le Théâtre romain de Lecce, construit au début du Ier siècle et découvert récemment.
- Le Sedile, construction de style Renaissance érigée au XVIe siècle par les Vénitiens sur la place Sant'Oronzo pour marquer leurs accords commerciaux avec la ville. Il est flanqué de la petite église de San Marco, église des Vénitiens de Lecce, dont le portail est surmonté du lion de saint Marc.
- La Torre del Parco (dont l'intérieur est peint à fresque) et la Torre di Belloluogo, tours médiévales. Elles ont été au Moyen Âge la résidence des principales familles aristocratiques des Pouilles comme les d'Enghien ou les Orsini Del Balzo, qui se succédèrent à la tête de Lecce et de son comté.
- Les portes d'entrée du centre historique : la massive Porta Napoli, qui imite un arc de triomphe, bâtie par la ville de Lecce en 1548 en l'honneur de l'empereur Charles Quint, et les deux autres, Porta Rudiae et Porta San Biagio, dont l'aspect actuel date du XVIIIe siècle et qui sont garnies de nombreuses statues et décorations baroques.
- Le Palazzo dei Celestini, édifié entre 1659 et 1695. Ce palais, accolé à la basilique Santa Croce, fut construit par Giuseppe Cino et Cesare Penna sur un projet de Giuseppe Zimbalo. C'est probablement le plus baroque des palais de la ville. Il est aujourd'hui le siège de l'administration départementale.
- Le Château de Charles Quint : selon des études de l'université de Lecce, ce château a été construit au XIVe siècle et profondément modifié par ordre de l'empereur Charles Quint au cours du XVIe siècle. Il permettait notamment de défendre la ville contre les raids des pirates turcs.
- L'ex-conservatoire Sant'Anna datant du XVIIe siècle et du XVIIIe siècle, de style baroque.
- La Basilique Santa Croce de Lecce, véritable trésor architectural, qui est sans doute l'expression la plus aboutie du baroque leccese et qui est due à la fois à Zimbalo et à Cesare Penna. L'intérieur conserve des éléments de la Renaissance mais se distingue par son plafond à caissons et par la profusion et la finesse de ses autels baroques, parmi les plus beaux de Lecce, dont un, celui de saint François, exécuté par Zimbalo lui-même et illustrant la vie du saint.
- Le Duomo et sa place, dominée par le campanile de cinq étages (70 m. de hauteur), reconstruit par Giuseppe Zimbalo entre 1651 et 1682. La cathédrale fut fondée par les Normands au XIIe siècle et entièrement réaménagée par Giuseppe Zimbalo au XVIIe siècle. Elle possède un plafond à caissons orné de peintures ainsi que de nombreux autels baroques et des toiles de peintres renommés de la région ;
- L'église Saint-Nicolas et Saint-Cataldo, fondée par les Normands au XIIe siècle et dont Tancrède de Hauteville, comte de Lecce et dernier roi normand de Sicile, fut le grand bienfaiteur. Elle fut profondément remaniée (notamment le cloître) par Gabriele Riccardi à la fin du XVIe siècle. Ses voûtes sont recouvertes de fresques de style Renaissance. Cependant, elle conserve encore de nombreux éléments romans, notamment deux portails sculptés – dont l'un surmonté d'une inscription en latin dédiée à Tancrède – et une coupole qui présente des influences arabes ;
- La Basilique Saint Jean-Baptiste, autre chef-d'œuvre de l'architecture baroque de Lecce, qui date du XVIIe siècle. Sa façade élégante se distingue par la présence de pignes monumentales. Giuseppe Zimbalo aurait participé à sa construction. L'intérieur comprend plusieurs autels baroques et la seule chaire en pierre de Lecce de la ville, œuvre de Giuseppe Cino.

#### Autres églises
Les nombreuses autres églises anciennes de la ville (29 au total) sont pour la plupart de style baroque, mais on en trouve aussi de style Renaissance. Les édifices les plus importants sont :
- L'église Santa Chiara, en style baroque, construite par Giuseppe Cino au XVIIe siècle.
- L'église Sant'Irene, construite à partir de 1591. C'est un édifice imposant et d'un style baroque romain, plus sévère et classique que celui développé à Lecce. Elle abrite de nombreuses œuvres d'art dont certaines d'Oronzo Tiso et d'Antonio Verrio, ainsi qu'un grand nombre d'autels baroques. Le couvent attenant, celui des Théatins, est une réalisation du XVIIe siècle qui présente de belles arcades du côté rue et possède un cloître très épuré, ouvert au public.
- L'église San Matteo, construite à partir de 1667 d'après les dessins de l'architecte Giovann'Andrea Larducci. C'est une église atypique puisqu'elle présente une façade convexe dans sa partie inférieure et concave dans celle supérieure et est plus proche du style baroque développé en Italie centrale. L'intérieur est néanmoins plus conforme au baroque de Lecce avec ses nombreux autels ouvragés. Il est notamment décoré par un cycle de sculptures de Placido Buffeli.
- L'église du Carmine est la plus belle réalisation du baroque du XVIIIe siècle à Lecce dans le domaine religieux. Giuseppe Cino y travailla jusqu'à sa mort en 1722. Elle a probablement été complétée par Mauro Manieri. Le cloître attenant est à présent occupé par le rectorat de l'université de Lecce.
- L'église du Gesù, dessinée par le jésuite Giovanni De Rosis, date de la fin du XVIe siècle et présente une façade imposante et symétrique qui imite l'église romaine homonyme. L'intérieur est principalement du XVIIe siècle avec de précieux autels baroques, notamment l'autel principal. Les reliques de saint Bernardin Realino, saint patron de Lecce y sont vénérées.
- L'église San Francesco della Scarpa, désaffectée, est appelée "l'église sans façade" au motif que celle-ci a été incorporée dans les bâtiments néoclassiques du couvent Palmieri construits au XIXe siècle. Elle est érigée sur le lieu où saint François d'Assise aurait séjourné lors de son passage à Lecce. L'intérieur est de style baroque et comporte des autels imposants et une immense statue de saint Joseph. Dans une salle attenante, un cycle de fresques du XVIIe siècle retrace la vie de saint François. De l'église médiévale précédente, on peut encore voir aujourd'hui des inscriptions et une belle tombe avec gisant du XIVe siècle.

Les autres églises de Lecce sont:
- Église Sant'Anna (XVIIe siècle)
- Église Santa Teresa (construite à partir de 1620, façade inachevée)
- Église des Alcantarine (XVIIIe siècle)
- Église Santa Maria degli Angeli (XVIe et XVIIe siècles)
- Église San Marco (XVIe siècle, construite par les Vénitiens)
- Église Santa Maria della Grazia (XVIIe siècle, sur la place Sant'Oronzo)
- Église Sant'Angelo (XVIIe siècle)
- Église Santa Elisabetta (XVIe siècle)
- Église de la Madre di Dio (XVIIe siècle, tombe de saint Philippe Smaldone)
- Église Sant'Antonio della Piazza
- Église San Giovanni di Dio
- Église de la Nova
- Église San Luigi ou de Santa Maria della Porta
- Église San Niccolò dei Greci (dite l'église grecque)
- Église Santa Maria dell'Idria
- Église San Lazzaro
- Église de la Trinità dei Pellegrini
- Église San Giacomo
- Église Santa Maria di Pozzuolo
- Église San Sebastiano
- Église San Leucio
- Église Sant'Antonio a Fulgenzio
- Sanctuaire de Sant'Oronzo hors les murs

#### Palais historiques

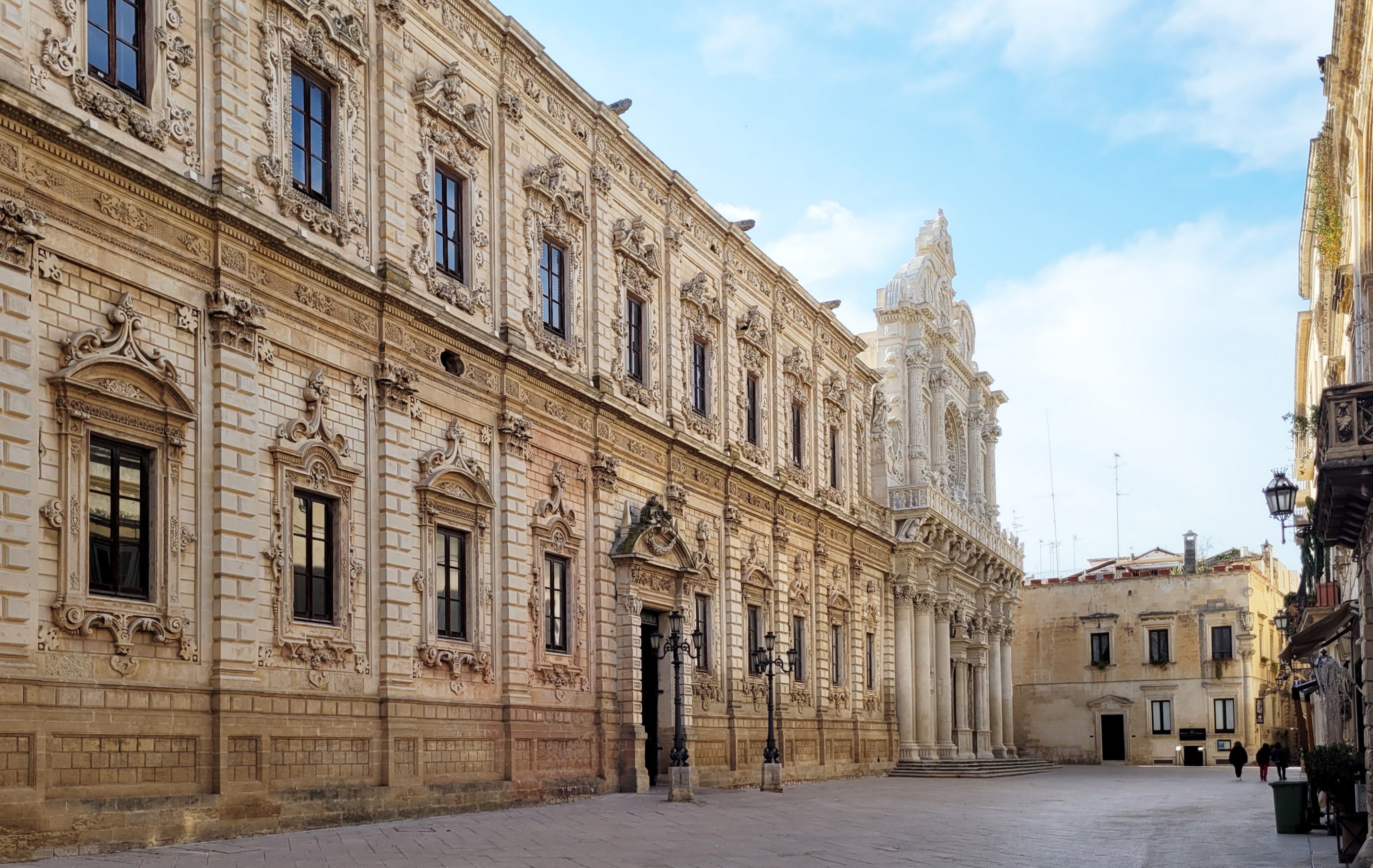
Palazzo dei Celestini.

Dans le centre historique de Lecce, nombreuses sont les demeures nobiliaires – en italien palazzi – construites et décorées dans le style baroque typique de la ville. Souvent de grande valeur artistique et historique, ces "palais" donnent à la ville son caractère unique par leur grand nombre et la richesse du décor de leurs façades. Ils étaient, à l'origine, les résidences citadines des familles nobles de la région du Salento (comme en témoignent encore leurs noms et les nombreux blasons apposés au-dessus des portails d'entrée) ou, moins souvent, des propriétés de l'Église. La plupart ont été construits ou remaniés dans le style baroque ou rococo aux XVIIe et XVIIIe siècles mais on en trouve encore qui datent entièrement ou en partie de la Renaissance – en italien Rinascimento. La taille de ces palais varie considérablement, les plus grands étant ceux des institutions et ordres religieux (couvents et épiscopat par exemple) et des plus grandes familles nobles de la ville. Beaucoup d'entre eux sont encore habités (parfois par les familles qui les ont commandités) alors que d'autres abritent des musées, des administrations (comme la mairie ou le palais de justice) ou ont été transformés en hôtels ou, plus souvent, en de luxueuses chambres d'hôtes. En voici quelques-uns parmi les plus importants :
- Palazzo Perrone (XVIe siècle)
- Palazzo Giustiniani
- Palazzo Tresca
- Palazzo de Simone
- Palazzo Perucino
- Palazzo dei Domenicani
- Palazzo Zimara
- Palazzo Marrese (XVIIIe siècle)
- Palazzo Palmieri (XVIe et XVIIIe siècles)
- Palazzo Guarini (XVIIe siècle)
- Palazzo Cesarini
- Palazzo Paladini
- Palazzo Guido
- Palazzo Giugni
- Palazzo Adorno (XVIe siècle)
- Palazzo Carafa
- Palazzo di Città
- Palazzo del collegio dei Gesuiti
- Palazzo Belli (XVIIIe siècle)
- Palazzo dei Prioli
- Palazzo Stabile
- Palazzo Martirano
- Palazzo delle Carmelitane Scalze
- Palazzo Penzini
- Palazzo Lubelli
- Palazzo Lecciso
- Palazzo Morisco
- Palazzo dell'Antoglietta
- Palazzo Vernazza (XVe et XVIe siècles)
- Palazzo Lopez y Royo (XVIIe et XVIIIe siècles)
- Palazzo De Raho
- Palazzo Rollo
- Palazzo Spada (XVIIe siècle)
- Palazzo Consiglio-Guarini (XVIIIe siècle)
- Palazzo Turrisi (XVIe siècle)
- Palazzo Manieri (XVIIe siècle)
- Palazzo Gorgoni

### Aires naturelles ou protégées
- Oasis naturaliste du bassin côtier d'Acquatina
- Réserve naturelle Le Cesine
- Réserve naturelle de San Cataldo

## Culture

### Musées
- Pinacothèque d'art franciscain et bibliothèque Caracciolo (Pinacoteca d'Arte francescana e Biblioteca Caracciolo)
- Musée des Traditions populaires "Abbazia di Cerrate" (Museo delle Tradizioni Popolari)
- Musée missionnaire chinois et d'Histoire naturelle (Museo missionario cinese e di Storia naturale)
- Musée provincial "Sigismondo Castromediano" (Museo provinciale "Sigismondo Castromediano") - préhistoire, archéologie grecque et romaine, peinture, sculpture, textiles
- Musée diocésain (Museo diocesano d'art sacra) - peintures, sculptures, orfèvrerie, textiles
- Musée Historique et Archéologique de l'Université du Salento (Museo Storico - Archeologico dell'Universita' del Salento)
- Fondazione Biscozzi-Rimbaud - consacrée à l'art moderne et contemporain
- Musée juif de Lecce - Palazzo Taurino[6]

### Théâtres
- Théâtre Politeama Greco (Teatro Politeama Greco)
- Théâtre Paisiello (Teatro Paisiello)
- Théâtre Don Bosco (Teatro Don Bosco)
- Chantiers théâtraux Koreja (Cantieri Teatrali Koreja)
- Théâtre Antoniano (Teatro Antoniano)
- Théâtre Astragali (Teatro Astragali)

### Quotidiens
- Nuovo Quotidiano di Puglia

## Sport
Lecce abrite un club de football, l'US Lecce, qui évolue depuis 2019 en Serie A, la première division du championnat italien de football. Le Stade Via Del Mare où se déroulent les parties à domicile de l'équipe compte 41 000 places.

## Jumelages
La ville de Lecce est jumelée avec :
- Murcie (Espagne) ;
- Valladolid (Espagne) ;
- Blagoevgrad (Bulgarie) ;
- Ostrów Wielkopolski (Pologne) ;
- Prague 9 (Tchéquie) ;
- 6e arrondissement de Budapest (Hongrie).

La ville entretient des collaborations réciproques avec :
- Corfou (Grèce) ;
- Mdina (Malte).

## Personnalités

### Personnalités nées à Lecce
- Quintus Ennius (° 239 av. J.-C. - † 169 av. J.-C.), poète latin de l'époque de la République romaine.
- Achard II de Lecce (° fin du XIe siècle - † vers 1137), 4e comte normand de Lecce et d'Ostuni
- Tancrède de Lecce (° v. 1140 - † 1194), comte de Lecce et roi de Sicile.
- Marie d'Enghien (° 1369 - † 1446), comtesse de Lecce, princesse de Tarente et reine de Naples
- Abraham de Balmes (° vers 1440 - † 1523), rabbin, médecin, traducteur, grammairien.
- Scipione Ammirato (° 1531 - † 1601), écrivain et historien.
- Giuseppe Zimbalo (° 1617 - † 1710), architecte.
- Antonio Verrio (° v. 1640 – † 1707), peintre.
- Giuseppe Cino (° 15 juin 1644 – † avril 1722), architecte.
- Oronzo Tiso (° 1729 - † 1800), peintre.
- Achille Costa (° 1823 - † 1898), entomologiste.
- Francesco Giambaldi (1867-1917), artiste italien né dans cette ville.
- Tito Schipa, (° 1888 - † 1965), chanteur lyrique (ténor).
- Luigia Mazzotta, (° 1900 - † 1922), laïque chrétienne, vénérable.
- Oronzo Reale (° 1902 - † 1988), magistrat et homme politique, ministre de la justice, juge constitutionnel de 1968 à 1979.
- Antonio Nardelli (° 1920 - † 2005), chanteur lyrique (ténor).
- Ennio De Giorgi (° 1928 - † 1996), mathématicien.
- Carlo Marangio, (° 1936), peintre.
- Franco Causio, (° 1949), footballeur.
- Ivan Fedele (° 1953), compositeur.
- Maurizio Toffoletti (° 1961), sculpteur.
- Francesco Moriero, (° 1969), footballeur.
- Antonio Conte (° 1969), footballeur.
- Marco Materazzi (° 1973), footballeur.
- Manola Alba, danseuse.
- Luisa Elia (° 1960), sculpteur.

### Personnalités liées à la commune
- Giuseppe Palmieri (° 5 mai 1721 - † 1er février 1793), économiste et homme politique.